# Карлукское муниципальное образование (Иркутский район)
Карлу́кское муниципа́льное образова́ние — сельское поселение в составе Иркутского района Иркутской области России.
Административный центр — деревня Карлук.

## Границы
Согласно закону «О статусе и границах муниципальных образований Иркутского района Иркутской области»

«…За начальную точку границы муниципального образования принята вершина северо-восточного угла квартала 17 Иркутского лесхоза Пригородного лесничества, расположенного у автодороги „Иркутск — Хомутово“. Граница проходит в западном направлении по северным границам кварталов 17, 16, 15 и частично 14 на расстоянии 4,5 км; далее их юго-восточной вершины квартала 4 граница проходит в северо-западном направлении по изогнутой линии восточных границ кварталов 4, 2, 51 на расстоянии 4 км; далее граница продолжается в северном направлении по ломаной линии южных, юго-западных границ кварталов 44, 39 на расстоянии 8,6 км и снова выходит к Качугскому тракту, далее пересекает тракт в юго-восточном направлении по юго-западным границам кварталов 45, 56 на расстоянии 3,15 км; далее граница под острым углом поворачивает на северо-запад и проходит по северным границам кварталов 19, 18 на расстоянии 2,75 км в начальную точку границы на Качугском тракте».

## Населённые пункты
В состав муниципального образования входит один населённый пункт — деревня Карлук.